# Instrumentmakare
För andra betydelser, se Instrumentmakare (olika betydelser).

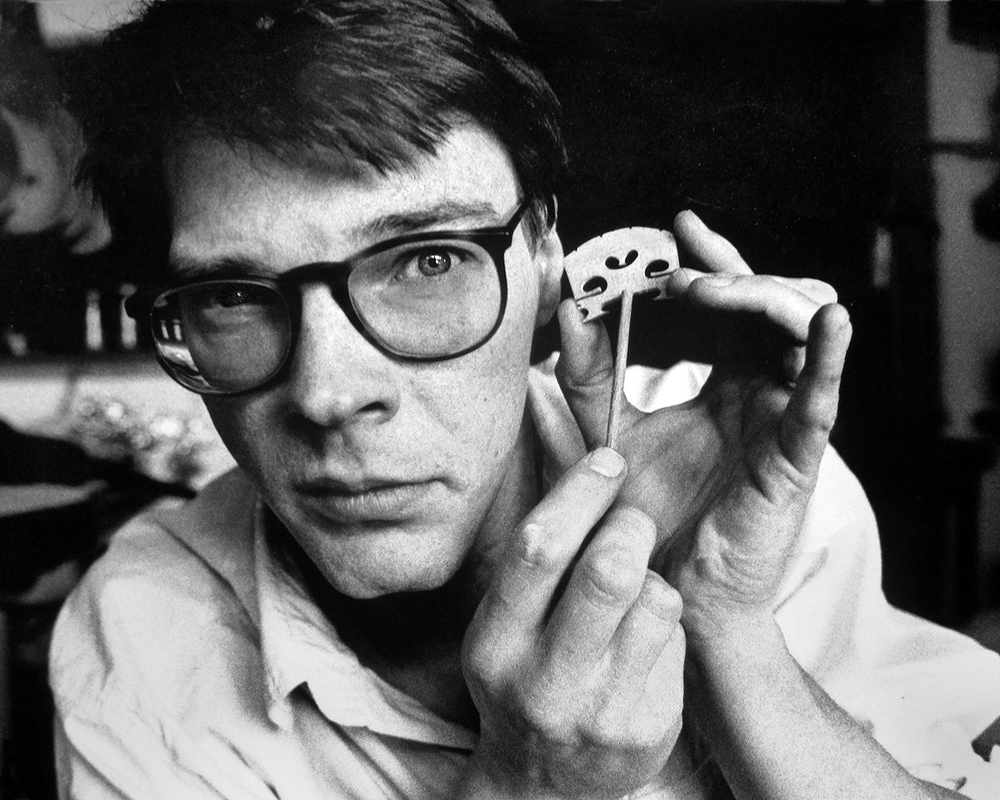
En instrumentmakare stämmer stallet på en fiol.

Instrumentmakare, instrumentbyggare eller musikinstrumentmakare är en person eller ibland ett företag som bygger musikinstrument. Hit hör exempelvis orgelbyggare,[källa behövs] fiolbyggare och gitarrbyggare.
Bland svenska lutbyggare finns Mathias Petter Kraft (1753–1807), som bland annat byggde Bellmans cister.
En svensk instrumentmakare som byggde många typer av stränginstrument var Pehr Lundborg (1744-1808.) En nutida instrumentmakare inriktad på instrument från äldre svensk folkmusik, såsom svensk säckpipa, nyckelharpa och stråkharpa är Leif Eriksson.